# Clément Berthet
Pour les articles homonymes, voir Berthet.
Clément Berthet, né le 2 août 1997 à Pierre-Bénite (département du Rhône), est un coureur cycliste français. Il commence par le VTT cross-country avant de passer à la route. Depuis 2021, il court  au sein de l'équipe professionnelle AG2R Citroën devenue en 2024 Decathlon-AG2R La Mondiale.

## Biographie

### Jeunesse et carrière en VTT

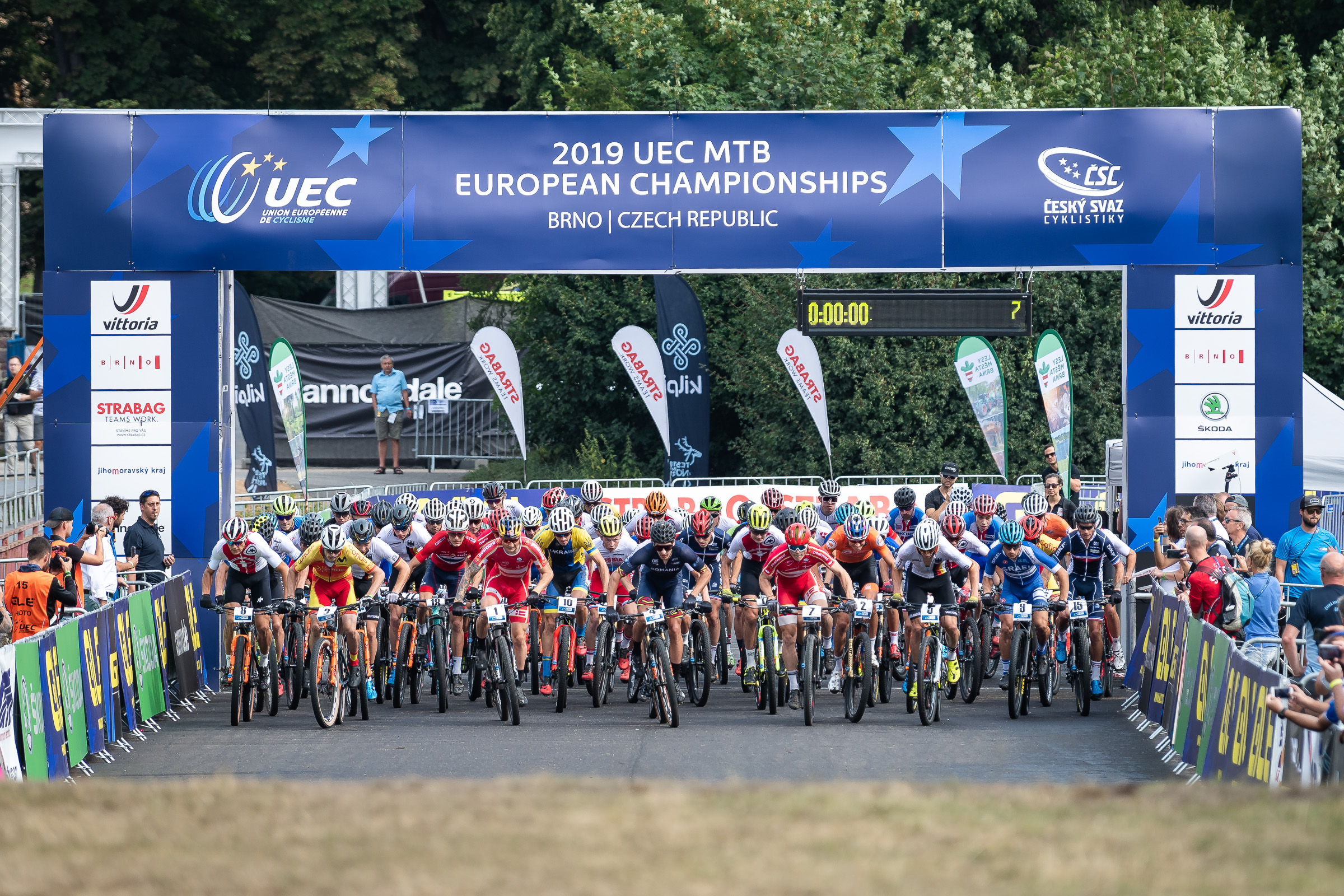
Départ des championnats d’Europe de VTT 2019 Espoir, Clément Berthet ici en 2e ligne.

Clément Berthet est originaire de Longchaumois, un village du Parc naturel régional du Haut-Jura. Il commence le ski de fond en compétition à l'âge de onze ans. Alors licencié au club de ski de fond du Haut-Jura Ski, il intègre deux ans plus tard la section ski du collège le Rochat aux villages de Les Rousses.

Il prend sa première licence en VTT à l'âge de 14 ans au club U.C Morez. À ses débuts, il pratique le VTT uniquement pour préparer au mieux la saison de ski. Il choisit à l'âge de 16 ans de se consacrer uniquement au VTT et rejoint le lycée Xavier Bichat de Nantua en section cyclisme VTT.
Il intègre la Team VTT cross-country Conliège puis la Team BH SrSuntor KMC et plus tard la Team VC-Ornans.
 
En 2016, alors âgé de 19 ans, il réalise le record de la Grimpée de Cinquétral, record toujours en vigueur aujourd'hui.
En 2019, il se démarque par plusieurs Top 10 en Coupe du monde espoirs, notamment 4e à Albstadt, 6e à Lenzerheide , ou encore 7e à Val di Sole et à Vallnord. Il termine 5e du classement général.

### Carrière professionnelle sur route

#### Débuts dans l'équipe Delko
En octobre 2020, sans références en cyclisme sur route, il intègre l'équipe Delko, uniquement sur ses données exceptionnelles en termes de puissance. Le 12 avril 2021, une chute contraint Clément Berthet à abandonner lors du Tour de Turquie 2021. Il subit à cette occasion une fracture de la clavicule droite. Cette chute ne l'empêche pas d'effectuer un excellent début de saison professionnelle. Il termine notamment 13e du classement général de la Route d'Occitanie et 4e du classement du meilleur jeune. Il frôle également le top 10 sur le Mont Ventoux Dénivelé Challenge. 
Il performe également pendant les championnats de France de cyclisme sur route 2021.

#### Coureur au sein de l'équipe AG2R Citroën

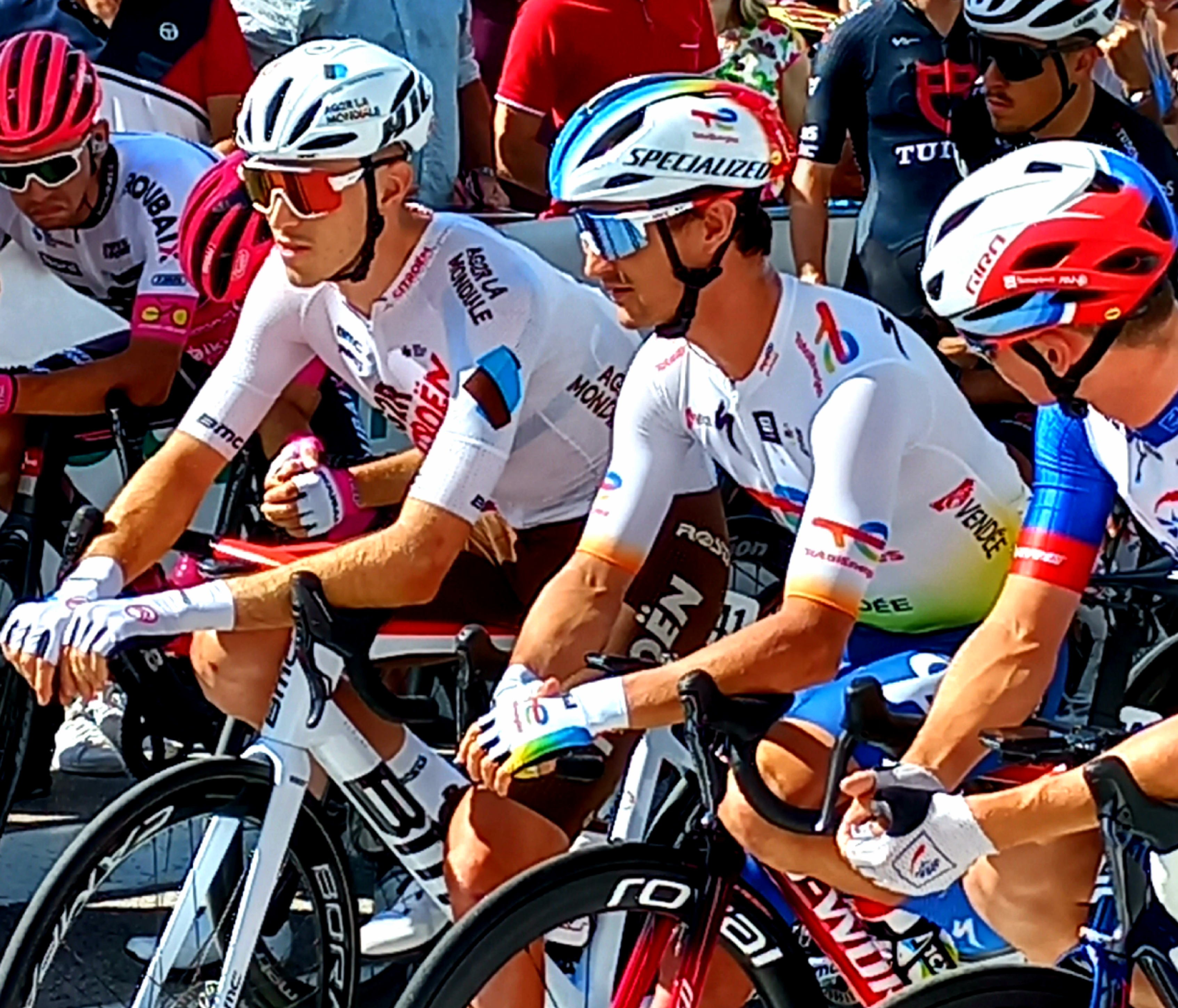
Clément Berthet ici au départ du tour du Doubs en compagnie d'Alexis Vuillermoz.

Clément Berthet fait ses débuts en tant que néo-pro avec des performances remarquables, ce qui lui a ouvre les portes de l'équipe AG2R Citroën. Il signe son contrat le 1er août 2021 pour les quatre prochaines saisons. Pendant cette période, son ancienne équipe cycliste, Delko, est confrontée à des difficultés financières majeures, aboutissant à sa faillite à la fin de la saison 2021. À la clôture de la saison, il confirme son potentiel au sein du circuit UCI World Tour, se classant notamment à la 14e place au classement général du Tour de Pologne 2021. Le 9 octobre 2021, il prend part à son premier monument, le Tour de Lombardie 2021.
Les 15 et 16 avril 2022, Clément Berthet court à domicile lors de la Classic Grand Besançon Doubs et du Tour du Jura. Cependant, le 21 avril 2022, une chute le contraint à abandonner lors de la quatrième étape du Tour des Alpes, à la suite d'une fracture de la clavicule gauche. En juin, un test positif au SARS-CoV-2 l'empêche de participer à la course en ligne des championnats de France. En août, Berthet est contraint à l'abandon lors de la deuxième étape du Tour de Burgos, en raison d'une fracture à un doigt. Il clôture sa saison 2022 au Tour de Lombardie, où il termine à la 14e place.
En 2023, Berthet obtient une 15e place lors de Paris-Nice. Le 14 avril 2023, il décroche la 6e place à domicile lors de la Classic Grand Besançon Doubs. Le lendemain, il termine à la 6e place du Tour du Jura. Le 30 juin 2023, il s’adjuge également la 6e place de la Mercan'Tour Classic Alpes-Maritimes. Une semaine plus tard, il se classe à la 11e place du Tour de Suisse. Fin juin, AG2R Citroën annonce la prolongation de son contrat jusqu'à la fin de l'année 2025. En juillet, Clément Berthet participe à son premier Tour de France, où il obtient la 25e place au classement général. Pendant ce Tour de France, il obtient la 5e place lors de la 9ème étape du Puy de Dôme, après une échappée de 181 km. En fin de saison, il prend part aux classiques italiennes et termine 16e du Tour de Lombardie.

## Palmarès

### Palmarès sur route

#### Par années
- 2024
  - 2e du Tour du Doubs
  - 2e du Mercan'Tour Classic Alpes-Maritimes
- 2025
  - 2e du Tour d'Andalousie
  - 2e du Tour du Jura
  - 3e du Classic Grand Besançon Doubs

#### Résultats sur les grands tours

##### Tour de France
2 participations
- 2023 : 25e
- 2025 : 36e

##### Tour d'Espagne
1 participation 
- 2024 : 20e

#### Classements mondiaux
| Année                                 | 2021 | 2022 | 2023 | 2024 |
| ------------------------------------- | ---- | ---- | ---- | ---- |
| Classement mondial                    | 614e | 416e | 183e | 203e |
| UCI Europe Tour                       | 492e | 333e | nc   | nc   |
|                                       |      |      |      |      |
| Légende : nc = non classéSource : UCI |      |      |      |      |

### Palmarès en VTT
- 2021
  - 2e MTB Marathon Cross-country - Extrême sur Loue[17]
- 2020
  - 10e des Championnats de France VTT cross-country Élites[2]
- 2019
  - Heubacher Mountain Bike Festival - Bike the Rock, Cross country (Heubach)
  - Challenge VTT Route (Monts du Lyonnais)
  - 5e du classement général de la coupe du monde espoirs
  - 14e des Championnats d'Europe de VTT espoirs
- 2018
  - Roc d'Azur Espoir
  - Challenge VTT Route (Monts du Lyonnais)
- 2017
  - Challenge VTT Route (Monts du Lyonnais)
- 2016
  - La Forestière, Cross country (Arbent)

## Vie privée
Il partage sa vie avec la coureuse cycliste Juliette Labous,.